# Канзас-Сіті Скаутс
Канза́с-Сі́ті Ска́утс (укр. Скаути Канзас-Сіті, англ. Kansas City Scouts) — колишній професіональний хокейний клуб, який виступав у Національній хокейній лізі 2 сезони 1974—1976. «Скаутс» проводили свої домашні поєдинки в Кемпер-аріна, місто Канзас-Сіті, штат Міссурі. Найбільше команда використовувала сіній, червоний та жовтий кольори для своєї форми. У 1976 році команда переїхала до Денвера, штат Колорадо і отримала назву Колорадо Рокіс. У 1982 році «Рокіс» переїхали до Ньюарку, штат Нью-Джерсі і отримала назву Нью-Джерсі Девілс під якою грає і сьогодні у складі Східної конференції, Атлантичного дивізіону.

## Відомі гравці
- Гері Бергмен
- Кріс Еванс